# Oedura monilis
Oedura monilis är en ödleart som beskrevs av De Vis 1888. Oedura monilis ingår i släktet Oedura och familjen geckoödlor. Inga underarter finns listade i Catalogue of Life.
Arten förekommer i Australien i nordöstra New South Wales samt i östra Queensland. Honor lägger ägg.